# Philip Seymour Hoffman
Philip Seymour Hoffman, född 23 juli 1967 i Fairport i New York, död 2 februari 2014 på Manhattan i New York, var en amerikansk skådespelare, regissör och producent. Hoffman spelade gärna färgstarka biroller hos regissörer som Paul Thomas Anderson (Boogie Nights), Todd Solondz (Happiness), Bröderna Coen (The Big Lebowski) och Cameron Crowe (Almost Famous). Särskilt samarbetet med Anderson blev fruktbart, de kom att samarbeta i fem filmer.

## Biografi

### Privatliv
Philip Seymour Hoffmans far var protestant och hans mor var katolik, men han blev inte strikt uppfostrad i någon av konfessionerna. Han hade ett långvarigt förhållande med kostymdesignern Mimi O’Donnell, med vilken han hade den också skådespelande sonen Cooper Hoffman (född 2003), samt två döttrar födda 2006 respektive 2008. Han var dessutom yngre bror till Gordy Hoffman (född 1964), som även han är verksam inom filmbranschen (manusförfattare och regissör).

### Karriär
Philip Seymour Hoffman tog en BFA (Bachelor of Fine Arts) i drama efter att ha slutfört sin utbildning vid New York-universitetet Tisch School of the Arts. Hans filmgenombrott kom 1991, då han medverkade i En kvinnas doft. Under 1998–1999 gjorde han storfilmer som Flawless, Magnolia och The Talented Mr. Ripley, som innebar ett större genombrott. I dokumentären Last Party 2000, som handlar om det amerikanska presidentvalet år 2000, spelade han "sig själv". Han fick goda recensioner för sin huvudroll i filmen Owning Mahowny (2003).
Utöver sin filmkarriär fick Hoffman erkännande för sina framträdanden på teaterscenen. Han blev nominerad två gånger för teaterpriset Tony Award, som bästa skådespelare år 2000 för återuppsättningen av Sam Shepards True West, och som bästa skådespelare år 2003 för återuppsättningen av Eugene O'Neills Lång dags färd mot natt.
2006 vann han en Golden Globe i kategorin Bästa skådespelare inom drama, för sin medverkan som Truman Capote i filmen Capote. Rollen gav honom dessutom en Oscar och priser som bästa skådespelare av minst 10 filmkritikerföreningar som till exempel National Board of Review, Toronto Film Critics och Los Angeles Film Critics. Samma år ersatte han Kenneth Branagh som Tom Cruises ärkefiende i Mission: Impossible III (2006).
Hoffman nominerades till ytterligare tre Oscars, utöver vinsten 2006. 2008 nominerades han för sin roll i Charlie Wilson's War, 2009 för rollen i Tvivel och slutligen 2013 för rollen i The Master. Samtliga tre gånger nominerades han i kategorin Bästa manliga biroll.

### Död
Som ung missbrukade Hoffman alkohol och droger, men uppgav 2006 att han hade varit drogfri sedan 22 års ålder. I maj 2013 skrevs han dock in på rehabilitering igen. Den 2 februari 2014 hittades Hoffman död i sin lägenhet på Manhattan, New York. Han påträffades av sin vän, journalisten och manusförfattaren, David Bar Katz som fann Hoffman liggande i sitt badkar med en nål i armen. Katz larmade polis och ambulans. Hoffman dog av en drogöverdos.

## Filmografi

### Filmer
| År   | Titel                                 | Roll                       | Noter |
| ---- | ------------------------------------- | -------------------------- | --- |
| 1991 | Triple Bogey on a Par Five Hole       | Klutch                     | |
| 1992 | Szuler                                | Martin                     | |
| 1992 | My New Gun                            | Chris                      | |
| 1992 | Mirakel till salu                     | Matt                       | |
| 1992 | En kvinnas doft                       | George Willis, Jr.         | Krediterad som Philip S. Hoffman |
| 1993 | Joey Breaker                          | Wiley McCall               | |
| 1993 | My Boyfriend's Back                   | Chuck Bronski              | |
| 1993 | Money for Nothing                     | Cochran                    | |
| 1994 | Getaway - Rymmarna                    | Frank Hansen               | |
| 1994 | The Yearling                          | Buck                       | TV-film |
| 1994 | When a Man Loves a Woman              | Gary                       | |
| 1994 | Nobody's Fool                         | Officer Raymer             | |
| 1995 | The Fifteen Minute Hamlet             | Bernardo, Horatio, Laertes | |
| 1996 | Hard Eight                            | Young Craps Player         | |
| 1996 | Twister                               | Dustin "Dusty" Davis       | |
| 1997 | Boogie Nights                         | Scotty J.                  | Florida Film Critics Circle Award for Best Cast Nominerad - Screen Actors Guild Award for Outstanding Performance by a Cast in a Motion Picture |
| 1997 | Liberty! The American Revolution      | Joseph Plumb Martin        | |
| 1998 | Culture                               | Bill                       | |
| 1998 | Montana                               | Duncan                     | |
| 1998 | Next Stop Wonderland                  | Sean                       | |
| 1998 | The Big Lebowski                      | Brandt                     | |
| 1998 | Happiness                             | Allen                      | National Board of Review Award for Best Cast Nominerad - Independent Spirit Award for Best Supporting Male |
| 1998 | Patch Adams                           | Mitch Roman                | |
| 1999 | Flawless                              | Rusty Zimmerman            | Satellite Award for Best Actor – Motion Picture San Diego Film Critics Society Award for Best Actor Nominerad - Screen Actors Guild Award for Outstanding Performance by a Male Actor in a Leading Role Nominerad - London Film Critics' Circle Award for Actor of the Year |
| 1999 | Magnolia                              | Phil Parma                 | National Board of Review Award for Best Cast National Board of Review Award for Best Supporting Actor Florida Film Critics Circle Award for Best Cast Nominerad - Screen Actors Guild Award for Outstanding Performance by a Cast in a Motion Picture |
| 1999 | The Talented Mr. Ripley               | Freddie Miles              | National Board of Review Award for Best Supporting Actor |
| 2000 | Titanic 2000                          | Sig själv                  | |
| 2000 | State and Main                        | Joseph Turner White        | National Board of Review Award for Best Cast Florida Film Critics Circle Award for Best Cast |
| 2000 | Almost Famous                         | Lester Bangs               | Nominerad - Satellite Award for Best Supporting Actor – Motion Picture Nominerad - Screen Actors Guild Award for Outstanding Performance by a Cast in a Motion Picture Nominerad - Chicago Film Critics Association Award for Best Supporting Actor Nominerad - London Film Critics' Circle Award for Actor of the Year |
| 2001 | The Party's Over                      | Sig själv                  | Även känt som Last Party 2000 |
| 2002 | Love Liza                             | Wilson Joel                | |
| 2002 | Punch-Drunk Love                      | Dean Trumbell              | Nominerad - Satellite Award for Best Supporting Actor – Motion Picture |
| 2002 | Röd drake                             | Freddy Lounds              | |
| 2002 | 25th Hour                             | Jacob Elinsky              | |
| 2003 | Owning Mahowny                        | Dan Mahowny                | Vancouver Film Critics Circle Award for Best Actor |
| 2003 | Åter till Cold Mountain               | Reverend Veasey            | |
| 2004 | …och så kom Polly                     | Sandy Lyle                 | |
| 2005 | Capote                                | Truman Capote              | Oscar för bästa manliga huvudroll BAFTA Award for Best Actor in a Leading Role Golden Globe Award för bästa manliga huvudroll - drama National Board of Review Award for Best Actor Screen Actors Guild Award for Outstanding Performance by a Male Actor in a Leading Role Austin Film Critics Association Award for Best Actor Boston Society of Film Critics Award for Best Actor Broadcast Film Critics Association Award for Best Actor Chicago Film Critics Association Award for Best Actor Dallas-Fort Worth Film Critics Association Award for Best Actor Florida Film Critics Circle Award for Best Actor Iowa Film Critics Award for Best Actor Kansas City Film Critics Circle Award for Best Actor Los Angeles Film Critics Association Award for Best Actor National Society of Film Critics Award for Best Actor New York Film Critics Online Award for Best Actor Online Film Critics Society Award for Best Actor San Diego Film Critics Society Award for Best Actor Southeastern Film Critics Association Award for Best Actor Toronto Film Critics Association Award for Best Actor Utah Film Critics Association Award for Best Actor Vancouver Film Critics Circle Award for Best Actor Washington D.C. Area Film Critic Association Award for Best Actor Independent Spirit Award for Best Male Lead Nominerad - Satellite Award for Best Actor – Motion Picture Nominerad - Screen Actors Guild Award for Outstanding Performance by a Cast in a Motion Picture Nominerad - London Film Critics Circle Award for Actor of the Year Nominerad - New York Film Critics Circle Award for Best Actor Nomninerad - St. Louis Gateway Film Critics Association Award for Best Actor |
| 2006 | Mission: Impossible III               | Owen Davian                | Nominerad - Saturn Award for Best Supporting Actor |
| 2007 | Before the Devil Knows You're Dead    | Andy Hanson                | |
| 2007 | Familjen Savage                       | Jon Savage                 | Independent Spirit Award for Best Male Lead Nominerad - Golden Globe Award för bästa manliga huvudroll - musikal eller komedi |
| 2007 | Charlie Wilson's War                  | Gust Avrakotos             | Nominerad - Oscar för bästa manliga biroll Nominerad - BAFTA Award for Best Actor in a Supporting Role Nominerad - Golden Globe Award for Best Supporting Actor – Motion Picture Nominerad - Broadcast Film Critics Association Award for Best Supporting Actor Nominerad - Chicago Film Critics Association Award for Best Supporting Actor Nominerad - Dallas-Fort Worth Film Critics Association Award for Best Supporting Actor Nominerad - Houston Film Critics Society for Best Supporting Actor Nominerad - National Society of Film Critics Award for Best Supporting Actor Nominerad - Online Film Critics Society Award for Best Supporting Actor Nominerad - St. Louis Gateway Film Critics Association Award for Best Supporting Actor Nominerad - Toronto Film Critics Association Award for Best Supporting Actor Nominerad - Gransito Movie Award for Best Supporting Actor |
| 2008 | Synecdoche, New York                  | Caden Cotard               | Robert Altman Award |
| 2008 | Tvivel                                | Fader Brendan Flynn        | Washington D.C. Area Film Critics Association Award for Best Ensemble Gold Derby Film Award for Best Ensemble Cast Nominerad - Oscar för bästa manliga biroll Nominerad - BAFTA Award for Best Actor in a Supporting Role Nominerad - Golden Globe Award for Best Supporting Actor – Motion Picture Nominerad - Satellite Award for Best Supporting Actor – Motion Picture Nominerad - Screen Actors Guild Award for Outstanding Performance by a Cast in a Motion Picture Nominerad - Screen Actors Guild Award for Outstanding Performance by a Male Actor in a Supporting Role Nominerad - Broadcast Film Critics Association Award for Best Supporting Actor Nominerad - Broadcast Film Critics Association Award for Best Cast Nominerad - Central Ohio Film Critics Association Award for Best Supporting Actor Nominerad - Chicago Film Critics Association Award for Best Supporting Actor Nominerad - Dallas-Fort Worth Film Critics Association Award for Best Supporting Actor Nominerad - Online Film Critics Society Award for Best Supporting Actor Nominerad - Toronto Film Critics Association Award for Best Supporting Actor Nominerad - Vancouver Film Critics Circle Award for Best Supporting Actor Nominerad - Awards Circuit Community Award for Best Supporting Actor Nominerad - International Online Film Critics' Poll Award for Best Supporting Actor Nominerad - International Online Film Critics' Poll Award for Best Ensemble Cast |
| 2009 | Mary & Max                            | Max Jerry Horowitz         | Röstroll |
| 2009 | The Boat That Rocked (Pirate Radio)   | The Count                  | [ 4 ] |
| 2009 | The Invention of Lying                | Jim the Bartender          | |
| 2010 | Jack & Connie                         | Jack                       | Regissör Exekutiv producent |
| 2011 | Moneyball                             | Art Howe                   | |
| 2011 | Maktens män                           | Paul Zara                  | Nominerad - BAFTA Award for Best Actor in a Supporting Role Nominerad - Broadcast Film Critics Association Award for Best Cast |
| 2012 | The Master                            | Lancaster Dodd             | Broadcast Film Critics Association Award for Best Supporting Actor Chicago Film Critics Association Award for Best Supporting Actor Denver Film Critics Society Award for Best Supporting Actor Florida Film Critics Circle Award for Best Supporting Actor Georgia Film Critics Association Award for Best Supporting Actor Kansas City Film Critics Circle Award for Best Supporting Actor London Film Critics Circle Award for Supporting Actor of the Year North Carolina Film Critics Association Award for Best Supporting Actor Oklahoma Film Critics Circle Award for Best Supporting Actor Online Film Critics Society Award for Best Supporting Actor Phoenix Film Critics Society Award for Best Supporting Actor Southeastern Film Critics Association Award for Best Supporting Actor Toronto Film Critics Association Award for Best Supporting Actor Vancouver Film Critics Circle Award for Best Supporting Actor Washington D.C. Area Film Critics Association Award for Best Supporting Actor Alliance of Women Film Journalists Award for Best Supporting Actor Awards Circuit Community Award for Best Supporting Actor International Cinephile Society Award for Best Supporting Actor Venice Film Festival Volpi Cup for Best Actor Nominerad - Oscar för bästa manliga biroll Nominerad - BAFTA Award for Best Actor in a Supporting Role Nominerad - Golden Globe Award for Best Supporting Actor – Motion Picture Nominerad - Satellite Award for Best Supporting Actor – Motion Picture Nominerad - Screen Actors Guild Award for Outstanding Performance by a Male Actor in a Supporting Role Nominerad - Central Ohio Film Critics Association Award for Best Supporting Actor Nominerad - Dallas-Fort Worth Film Critics Association Award for Best Supporting Actor Nominerad - Detroit Film Critics Society Award for Best Supporting Actor Nominerad -Houston Film Critics Society for Best Supporting Actor Nominerad - National Society of Film Critics Award for Best Supporting Actor Nominerad - San Diego Film Critics Society Award for Best Supporting Actor Nominerad - Utah Film Critics Association Award for Best Supporting Actor Nominerad - Gold Derby Film Award for Best Supporting Actor Nominerad - IGN Award for Best Movie Actor |
| 2012 | A Late Quartet                        | Robert Gelbart             | |
| 2013 | The Hunger Games: Catching Fire       | Plutarch Heavensbee        | |
| 2014 | A Most Wanted Man                     | Günther Bachmann           | |
| 2014 | God's Pocket                          | Mickey Scarpato            | Producent Postumt |
| 2014 | The Hunger Games: Mockingjay – Part 1 | Plutarch Heavensbee        | Postumt |
| 2015 | The Hunger Games: Mockingjay – Part 2 | Plutarch Heavensbee        | Postumt |

### TV
| År   | Titel                | Roll           | Noter |
| ---- | -------------------- | -------------- | --- |
| 1991 | I lagens namn        | Steven Hanauer | Avsnitt: "The Violence of Summer" Krediterad som Philip Hoffman                                             |
| 2005 | Strangers with Candy | Henry          | |
| 2005 | Empire Falls         | Charlie Mayne  | Miniserie Nominerad - Primetime Emmy Award for Outstanding Supporting Actor in a Miniseries or a Movie      |
| 2009 | Arthur               | Will Toffman   | Avsnitt: "No Acting Please" Nominerad - Daytime Emmy Award for Outstanding Performer In An Animated Program |

### Teater
| År        | Titel                               | Roll                  | Noter |
| --------- | ----------------------------------- | --------------------- | --- |
| 1996      | The Skriker                         | RawHeadAndBloodyBones | 23 april – 26 maj 1996 |
| 1997–1998 | Defying Gravity                     | C.B.                  | 2 november 1997 – 4 januari 1998 |
| 1998      | Shopping and Fucking                | Mark                  | 17 mars – 11 april 1998 |
| 1999      | The Author's Voice & Imagining Brad |                       | 11–29 maj 1999 Nominerad - Drama Desk Award for Outstanding Featured Actor in a Play                                                                                 |
| 2000      | True West                           | Lee/Austin            | Broadway; 2 mars – 29 juli 2000 Theatre World Award Nominerad - Drama Desk Award for Outstanding Actor in a Play Nominerad - Tony Award for Best Actor in a Play     |
| 2000      | Jesus Hopped the 'A' Train          |                       | Regissör; 29 november – 31 december 2000 Nominerad - Drama Desk Award for Outstanding Director of a Play                                                             |
| 2001      | Måsen                               | Konstantin            | 12–26 augusti 2001 |
| 2001      | The Glory of Living                 |                       | Regissör; 30 oktober – 1 december 2001 |
| 2003      | Our Lady of 121st Street            |                       | Regissör; 6 mars – 27 juli 2003 Nominerad - Drama Desk Award for Outstanding Director of a Play Nominerad - Lucille Lortel Award for Outstanding Director            |
| 2003      | Lång dags färd mot natt             | James Tyrone, Jr.     | Broadway; 6 maj – 1 agusuti 2003 Nominerad - Drama Desk Award for Outstanding Featured Actor in a Play Nominerad - Tony Award for Best Featured Actor in a Play      |
| 2003      | Dutch Heart of Man                  |                       | Artistisk regissör; 25 september – 19 oktober 2003 |
| 2004      | Guinea Pig Solo                     |                       | Artistisk regissör; 9 maj – 6 juni 2004 |
| 2004      | Sailor's Song                       |                       | Exekutiv regissör; 7–21 november 2004 |
| 2005      | The Last Days of Judas Iscariot     |                       | Regissör och artistisk regissör; 2 mars – 3 april 2005 |
| 2006      | School of the Americas              |                       | Artistisk regissör; 6–23 juli 2006 |
| 2006      | A Small, Melodramatic Story         |                       | Artistisk regissör; 24 oktober – 5 november 2006 |
| 2007      | Jack Goes Boating                   | Jack                  | Artistisk regissör; 18 mars – 29 april 2007 Nominerad - Drama Desk Award for Outstanding Actor in a Play Nominerad - Lucille Lortel Award for Outstanding Lead Actor |
| 2007      | A View From 151st Street            |                       | Artistisk regissör; 18 oktober – 4 november 2007 |
| 2008      | Unconditional                       |                       | Artistisk regissör; 18 februari – 9 mars 2008 |
| 2008      | The Little Flower of East Orange    |                       | Regissör; 6 april – 4 maj 2008 |
| 2009      | Othello                             | Iago                  | 27 september – 4 oktober 2009 |
| 2010      | The Long Red Road                   |                       | Regissör; 13 februari – 21 mars 2010 |
| 2012      | En handelsresandes död              | Willy Loman           | Broadway; 15 mars – 2 juni 2012 Nominerad - Drama Desk Award for Outstanding Actor in a Play Nominerad - Tony Award for Best Actor in a Play                         |